# Kalvtjärnen (Degerfors socken, Västerbotten, 712460-167145)
Kalvtjärnen är en sjö i Vindelns kommun i Västerbotten och ingår i Umeälvens huvudavrinningsområde.